# José Romero Escassi
José Romero Escassi (El Coronil, Sevilla, 1914-Sevilla, 1995) fue un pintor e ilustrador español.

## Biografía
De familia acomodada, fue internado en el colegio de los jesuitas en El Puerto de Santa María. En 1933  es premiado en la IV Exposición Estudiantil de Arte, en la sección de carteles. Durante la posguerra española trabajó junto con otros artistas (Juan Antonio Morales, Teodoro Delgado, Pedro Pruna, Pedro Bueno, Emilio Aladrén) dirigidos por Juan Cabanas en el Departamento de Plásticas, Sección de Información y Propaganda de la Vicesecretaría de Educación Popular de Falange. En 1938 realizó en Burgos el retrato de la esposa de Luis Rosales, María Fouz de Castro.
En los años 50 y 60 evolucionó hacia un estilo de carácter vanguardista.
Fue catedrático de Anatomía Artística de la Escuela de Bellas Artes Santa Isabel de Hungría de Sevilla.